# Countee Cullen
Pour les articles homonymes, voir Cullen.
Countee Leroy Porter Cullen, probablement né le 30 mai 1903, à Louisville (Kentucky) ou à New York, voire Baltimore (Maryland) — les sources divergent —, et mort à New York, le 9 janvier 1946, est un écrivain américain. Il est l'une des figures majeures de la Renaissance de Harlem.

## Biographie

### Jeunesse et formation
Countee Leroy Porter est né le 30 mai 1903. Son lieu de naissance est incertain. La plupart des sources indiquent Louisville, dans le Kentucky, aux États-Unis ; d'autres sources suggèrent qu'il serait né à New York ou à Baltimore, dans le Maryland. La question de son lieu de naissance est liée également au fait que l'on ne connait pas ses parents de façon précise. Il est né d'un père inconnu. D'après le Centre de recherche Amistad de l'université Tulane, sa mère serait une certaine Elizabeth Thomas Lucason, née en 1885 et morte en 1940. Elle l'aurait abandonné à sa naissance. On sait seulement avec certitude qu'il a été élevé par Amanda Porter, qui serait sa grand-mère. Il est inscrit à l'école primaire, la Public school 27 de Paterson dans le New Jersey, sous le nom de Countee L. Porter,,.
À l'âge de neuf ans, il emménage avec sa grand-mère à Harlem, à New York, dans un appartement à proximité de la congrégation Salem appartenant à l'église méthodiste.
En 1918, quand sa grand-mère meurt, il est adopté par le pasteur de l'église Salem, le révérend Frederick Asbury Cullen (en) et son épouse Carolyn Belle Mitchell Cullen, c'est ainsi qu'il porte le nom de Cullen.
Il suit ses études secondaires à la DeWitt Clinton High School du Bronx, où il se montre brillant élève particulièrement en latin, grec ancien, mathématiques et français.
En 1922, Countee Cullen est admis à l'université de New York. Il y obtient son Bachelor of Arts (licence) en 1925.
Il poursuit ses études à l'université Harvard où, en 1926, il soutient avec succès son Master of Arts (mastère 2) de littérature anglaise. Par la suite, il retourne à New York où il commence à publier des poèmes dans Opportunity, le magazine de la National Urban League où il tient la rubrique "littérature afro-américaine",,.
En 1928, Countee Cullen est le second Afro-Américain à obtenir une bourse de la Fondation John-Simon-Guggenheim.

### Carrière
En 1925, il publie son premier recueil Color. L'un des poèmes, Simon the Cyrenian Speaks (Simon le cyrénéen parle), reprend le passage évangélique de Matthieu chapitre 27, verset 32, afin de suggérer une analogie entre les Afro-Américains et Simon, l'homme qui a été contraint de porter la croix du Christ sur son dos. Un autre poème, Incident, expose l'expérience d'un enfant de huit ans horrifié par le racisme.
En 1935, il publie The Medea and Some Other Poems. De ce recueil, émerge un poème Any Human to Another qui traite de la condition humaine et de la question de l'égalité,.
Countee Cullen est l'auteur d'un unique roman, One Way to Heaven (1931), et d'un populaire ouvrage de littérature d'enfance et de jeunesse intitulé The Lost Zoo (1940).

### Archives
Les archives de Countee Cullen sont déposées et consultables auprès de l'Amistad Research Center (en) (Centre de recherche Amistad) situé à la Nouvelle Orléans,.
Sa correspondance avec Harold Jackman, la Countee Cullen-Harold Jackman Memorial Collection, est déposée à la bibliothèque Robert W. Woodruff (en), de l'Atlanta University Center (en) à Atlanta,.

### Vie privée
En 1928,  Countee Cullen épouse Yolande Du Bois (en), la fille de W.E.B. Du Bois. Les époux divorcent deux ans plus tard. C'est à l'occasion du divorce que son beau-père apprend ses penchants homosexuels,,.
En 1940, il épouse Ida Mae Robertson, qui restera avec lui jusqu'à sa mort et créera la fondation Countee Cullen. Grâce à elle, en 1951, l'antenne de la New York Public Library de la 135ème rue, située à Harlem, devient la Countee Cullen Library ,,,.
Countee Cullen repose au cimetière de Woodlawn dans le Bronx.

## Œuvres

### Œuvres complètes
- My Soul's High Song: The Collected Writings, New York, Anchor Books, 1er décembre 1990, 618 p. (ISBN 9780385412957, lire en ligne),

### Recueils de poésie
- Color, Ayer Company Publ,, 1 janvier 1925, rééd. 1999, 108 pages (ISBN 9780881431551, lire en ligne),
- Copper Sun, New York, Harper &  Bros, 1927, 89 p. (OCLC 253174535, lire en ligne),
- On These I Stand, New York, HarperCollins Publishers, 1927, rééd. 28 mars 1937, 197 p. (ISBN 9780060109257),
- The ballad of the brown girl: An old ballad retold, Harper & Brothers, 1927[27]
- The black Christ & other poems, Harper & Brothers, 1929, rééd. 1975, 132 p. (OCLC 317070004, lire en ligne)[28],
- The Medea and Some Poems, New York, Harper & Brothers, 1935, 97 p. (OCLC 474816409)[29],
- Collected Poems, New york, Library of America, 14 octobre 2010, 200 p. (ISBN 9781598530834),

### Roman
- One Way to Heaven, New York, Harper & Brothers, 1932, rééd. 1975, 280 p. (ISBN 9780404113834, lire en ligne),

### Littérature d'enfance et de jeunesse
- The Lost Zoo  (ill. Brian Pinkney), Englewood Cliffs, New Jersey, Harper & Bros, Silver Burdett Press, 1940, rééd. 1992, 95 p. (ISBN 9780382242557),

- My Lives & How I Lost Them, New York, Harper & Bros., 1942 (réimpr. 1993, aux éditions Silver Burdett Press), 160 p. (ISBN 9780382243691)

### Comédie musicale
- Librettiste de la comédie musicale St. Louis Woman (en) avec Arna Bontemps qui est jouée du 30 mars 1946 au 6 juillet 1946 à Broadway au Martin Beck Theatre[30],[31],[32].

## Distinctions
- 1925 : lauréat du Witter Bynner Prize Undergraduate Award, décerné par la Poetry Society of America et le magazine Palms Poetry, qui récompense des étudiants pour leur excellence dans la poésie[33],[34],[35].
- 1928 : boursier de la Fondation John-Simon-Guggenheim[36].
- 2013 : cérémonie d'inscription au New York State Writers Hall of Fame (en)[37].

## Pour en savoir plus

#### Notices dans des encyclopédies et manuels de références
- (en-US) Trudier Harris (dir.) et Thadious M. Davis (dir.), Afro-American Writers from the Harlem Renaissance to 1940, Detroit, Michigan, Gale Research Co., coll. « Dictionary of Literary Biography » (no 51), 1986, 339 p. (ISBN 9780810317291, lire en ligne), p. 35-46,
- (en-US) Alton Hornsby, Jr (dir.), African American Biography, vol. 1 : A-D, Detroit, Michigan, UXL, coll. « African American reference library », 1994, 225 p. (ISBN 9780810392342, lire en ligne), p. 178-180,
- (en-US) Mark C. Carnes (dir.) et John A. Garraty (dir.), American National Biography, vol. 5 : Clarke, Mary - Dacosta, New York, Oxford University Press, USA, 1999, 956 p. (ISBN 9780195127843, lire en ligne), p. 836-838,
- (en-US) Janet Witalec (dir.), The Harlem Renaissance : A Gale Critical Companion, vol. 2 : A - H, Detroit, Michigan, Gale Critical Companion, 2002, 769 p. (ISBN 9780787666187, OCLC 614601261, lire en ligne), p. 205-240,
- (en-US) Joyce Pettis, African American Poets : Lives, Works, and Sources, Westport, Connecticut, Greenwood Press, 2002, 765 p. (ISBN 9780313311178, lire en ligne), p. 74-79,
- (en-US) Elizabeth H. Oakes (dir.), American Writers, New York, Facts on File, coll. « American Biographies », 2004, 433 p. (ISBN 9780816051588, lire en ligne), p. 90-92,
- (en-US) Steven G. Kellman (dir.), Magill's Survey of American Literature, vol. 2 : Cisneros - Guare, Pasadena, Californie, Salem Press (réimpr. 2009) (1re éd. 2006), 957 p. (ISBN 9781587652875, OCLC 255703001, lire en ligne), p. 538-542,
- (en-US) Paul Finkelman, Encyclopedia of African American History, 1896 to the Present : From the Age of Segregation to the Twenty-first Century, vol. 1 : A-C, New York, Oxford University Press, USA (réimpr. 2009) (1re éd. 2008), 533 p. (ISBN 9780195167795, OCLC 239240886, lire en ligne), p. 524-526,
- (en-US) Henry Louis Gates Jr. (dir.) et Evelyn Brooks Higginbotham, African American National Biography, vol. 3, New York, Oxford University Press (réimpr. 2013) (1re éd. 2008), 621 p. (ISBN 9780199990368, OCLC 758099161, lire en ligne), p. 377-379,

#### Essais
- (en-US) Blanche E. Ferguson, Countee Cullen and the Negro Renaissance, New York, Dodd, Mead, 1966, 236 p. (OCLC 1015083024, lire en ligne),
- (en-US) Margaret Perry, A Bio-Bibliography of Countee P. Cullen, 1903-1946, Westport, Connecticut, Greenwood Pub. Company., 1er août 1970 (réimpr. 12 juin 2014 aux éditions Praeger), 168 p. (ISBN 9781282418066, lire en ligne),
- (en-US) Houston A. Baker Jr., Many-Colored Coat of Dreams: The Poetry of Countee Cullen, Detroit (Michigan), Broadside Press, 1er juin 1974, 68 p. (ISBN 9780910296366, lire en ligne),
- (en-US) B. Marvis, Countee Cullen, Chelsea House Publications, 1er juillet 1996 (ISBN 9780791018699),
- (en-US) Charles Molesworth, And Bid Him Sing: A Biography of Countée Cullen, Chicago, University of Chicago Press, 5 septembre 2012, 312 p. (ISBN 9780226533643, lire en ligne),

#### Articles anglophones

##### Années 1940-1979
- Bertram L. Woodruff, « The Poetic Philosophy of Countee Cullen », Phylon (1940-1956), vol. 1, no 3,‎ 1940, p. 213-223 (11 pages) (lire en ligne ),
- Owen Dodson, « Countee Cullen (1903-1946) », Phylon (1940-1956), vol. 7, no 1,‎ printemps 1946, p. 19-20 (2 pages) (lire en ligne ),
- Robert A. Smith, « The Poetry of Countee Cullen », Phylon (1940-1956), vol. 11, no 3,‎ automne 1950, p. 216-221 (6 pages) (lire en ligne ),
- Gertrude Parthenia McBrown, « The Countee Cullen Memorial Collection of Atlanta University », Negro History Bulletin, vol. 17, no 1,‎ octobre 1953, p. 11-13 (3 pages) (lire en ligne ),
- Arthur P. Davis, « The Alien-and-Exile Theme in Countee Cullen's Racial Poems », Phylon (1940-1956), vol. 14, no 4,‎ hiver 1953, p. 390-400 (11 pages) (lire en ligne ),
- Jack Pustilnik, « To Countee Cullen », Phylon (1940-1956), vol. 15, no 3,‎ automne 1954, p. 242 (1 page) (lire en ligne ),
- Eugenia W. Collier, « I do not Marvel, Countee Cullen », CLA Journal, vol. 11, no 1,‎ septembre 1967, p. 73-87 (15 pages) (lire en ligne ),
- David F. Dorsey Jr., « Countee Cullen's Use of Greek Mythology », CLA Journal, vol. 13, no 1,‎ septembre 1969, p. 68-77 (10 pages) (lire en ligne ),
- Walter C. Daniel, « Countee Cullen as Literary Critic », CLA Journal, vol. 14, no 3,‎ mars 1971, p. 281-290 (10 pages) (lire en ligne ),
- David K. Kirby, « Countee Cullen's "Heritage": A Black "Waste Land" », South Atlantic Bulletin, vol. 36, no 4,‎ novembre 1971, p. 14-20 (7 pages) (lire en ligne ),
- June Jordan, « The Black Poet Speaks Of Poetry: A Column: Essay and Review of Countee Cullen's Anthology, "Caroling Dusk" », The American Poetry Review, vol. 3, no 3,‎ mai-juin 1974, p. 49-51 (3 pages) (lire en ligne ),
- Florence Edwards Borders, « Zora Neale Hurston: Hidden Woman [Including a Letter from Zora Neale Hurston to Countee Cullen] », Callaloo, no 6,‎ mai 1979, p. 89-92 (4 pages) (lire en ligne ),

##### Années 1980-2019
- Gerald Early, « When James Baldwin of the Magpie Interviewed Countee Cullen, Poet », Callaloo, vol. 14, no 2,‎ printemps 1991, p. 465 (1 page) (lire en ligne ),
- Lillian Corti, « Countée Cullen's Medea », African American Review, vol. 32, no 4,‎ hiver 1998, p. 621-634 (14 pages) (lire en ligne ),
- Peter Powers, « "The Singing Man Who Must be Reckoned With": Private Desire and Public Responsibility in the Poetry of Countée Cullen », African American Review, vol. 34, no 4,‎ hiver 2000, p. 661-678 (18 pages) (lire en ligne ),
- Jeremy Braddock, « The Poetics of Conjecture: Countee Cullen's Subversive Exemplarity », Callaloo, vol. 25, no 4,‎ automne 2002, p. 1250-1271 (22 pages) (lire en ligne ),
- Verner D. Mitchell, « To One Not There: The Letters of Dorothy West and Countee Cullen, 1926-1945 », The Langston Hughes Review, vol. 24,‎ hiver 2010-2011, p. 112-124 (13 pages) (lire en ligne ),
- Charles Molesworth, « Countee Cullen's Reputation », Transition, no 107,‎ 2012, p. 67-77 (12 pages) (lire en ligne ),
- Steven A. Nardi, « Unremembered Plots: Catachresis and Narrativity in Lucille Clifton's "why some people be mad at me sometimes" and Countee Cullen's "Heritage" », Narrative, vol. 22, no 2,‎ mai 2014, p. 252-268 (17 pages) (lire en ligne ),
- Benjamin Kahan, « Antediluvian Sex: Countée Cullen, Christopher Smart, and the Queerness of Uplift », African American Review, vol. 48, nos 1/2,‎ printemps-été 2015, p. 191-202 (12 pages) (lire en ligne ),